# Une courte journée de travail
Pour plus de détails, voir Fiche technique et Distribution.
Une courte journée de travail (Krótki dzień pracy) est un film polonais réalisé par Krzysztof Kieślowski, sorti en 1981.

## Fiche technique
- Titre : Une courte journée de travail
- Titre original : Krótki dzień pracy
- Réalisation : Krzysztof Kieślowski
- Scénario : Hanna Krall
Krzysztof Kieślowski
- Société de Production : Studio Filmowe TOR
- Musique : Jan Kanty Pawluśkiewicz
- Son : Michał Żarnecki
- Photographie : Krzysztof Pakulski
- Montage : Elżbieta Kurkowska
- Costumes : Agnieszka Domaniecka
- Pays d'origine : Pologne
- Format :
- Genre :
- Durée : 73 minutes
- Date de sortie : 
  - Pologne : 1981

## Distribution
- Wacław Ulewicz – secréataire du parti à Radom
- Lech Grzmociński – commandant de la Milice
- Tadeusz Bartosik – syndicaliste
- Mirosław Siedler – syndicaliste
- Stefan Paska – gréviste
- Zbigniew Bielski – gréviste
- Paweł Nowisz – chauffeur particulier du secrétaire
- Wojciech Pilarski – juge
- Marek Kępiński
- Eugeniusz Wałaszek
- Remigiusz Rogacki
- Michał Szewczyk